# Famille de Lapanouse
Pour les articles homonymes, voir De Lapanouse.
La famille de Lapanouse ou de La Panouse, est une famille noble française d'extraction chevaleresque (1257), originaire du Rouergue, et qui subsiste de nos jours. 
Elle a donné des branches en Haute-Auvergne et dans le Languedoc. 
Elle compte dans ses rangs un sénéchal de Carcassonne, un sénéchal de Rouergue et deux évêques de Mende.

## Origine
Bien qu'elle ait donné deux évêques de Mende, cette famille n'est pas originaire de La Panouse, commune de l'arrondissement de Mende en Lozère.
Motet Ier de La Panouse est cité dans une donation datée de 1154 concernant le château de Vézins ce qui permet de penser que cette famille tient son nom du bourg éponyme de Lapanouse[réf. à confirmer]. 
Sa filiation prouvée en 1787 pour les honneurs de la Cour remonte à 1257.

## Principales branches
- Motet III de La Panouse a eu deux fils dont les descendants ont donné les deux principales branches de la famille :
  - Motet IV de La Panouse, seigneur de Fabrègues
  - Raoul de La Panouse, seigneur de Loupiac à Sévérac-le-Château

Motet et Raoul, frères, sont aussi connus pour avoir participé à la Septième croisade par un acte d'emprunt qu'ils firent en 1248 à des marchands italiens, sous le sceau de Bernard de Cassaignes.

### Branche de Fabrègues
Cette branche établie en Lozère se termine avec :
- Guyon de Lapanouse (fils de Pierre, seigneur de Fabrègues et d'Antoinette de Pelamourgue, dame de Pailherts) épouse le 20 juin 1540 à Valuéjols Helips de Brezons, fille de Tristan, seigneur de Brezons, et d'Hélène de Joyeuse. Il achète en 1573 le fief de Saint-Saturnin à Guy de Peyrelade et Guy de Salesse, puis le revend à Pierre de Douhet d'Auzers. Ils eurent un fils sans descendance et une fille Louise, mariée en 1579 à Espalion à François de Faramond de la Faramondie, fils de Jean et de Marguerite de Morlhon[4].

### Branche de Loupiac
- Jean Ier de Lapanouse (1370 – /1419), seigneur du Repaire, de Loupiac et de Vilaret, fut sénéchal de Carcassonne. Il épousa Lombarde d'Hérail, fille de Guillaume, seigneur de Lugan qui lui donna plusieurs fils[réf. nécessaire] :
  - Jean II de Lapanouse (1399–1449), seigneur de Loupiac, sénéchal de Rouergue, qui suit
  - Amalric de Lapanouse, qui fait la branche de Colombier
  - Raymond de Lapanouse, moine bénédictin, bachelier en droit canon, prieur de Gaillac, puis vicaire général de Mende
  - Georges de Lapanouse, chanoine de Rodez
- Jean II de Lapanouse épousa Marguerite de Dienne, fille de Louis, comtour de Dienne et de Baranne d'Estaing

#### Branche du Colombier
Cette branche commence avec :
- Amalric de La Panouse, troisième fils de Jean, seigneur de Loupiac et du Repaire, sénéchal de Carcassonne et Lombarde d'Hérail, s'est marié deux fois :
  - le 1er février 1437 avec Marguerite de Salles, dame en partie de Salles-la-Source, héritière du château du Colombier à Montdalazac qui lui donnera quatre filles dont on ignore la descendance
  - le 7 novembre 1446 avec Bertrande des Ondes, dame en partie de Salles-la-Sources, fille de Raymond et de Delphine de Penaveyre qui lui donna au moins un fils[réf. nécessaire].

#### Branche de Viescamp
Cette branche des seigneurs de Viescamp commence avec :
- Pierre de Lapanouse (1482–1517), troisième fils de Jean, seigneur de Loupiac, et d'Isabelle de Marcenac, dame de Marmiesse dont il habitait le château. Il a épousé Antonie de Parlan, dite Mademoiselle de Viescamp, fille de Georges de Miers, seigneur de Parlan. Ils eurent pour enfants[réf. nécessaire] :
  - Blanche de Lapanouse
  - Charles de Lapanouse, qui suit
  - Bertrand de Lapanouse;
  - Pierre de Lapanouse, qui donne la branche d'Ambialet
  - Léon de Lapanouse
- Charles de Lapanouse, seigneur de Loupiac, de Pouzol et de Marmiesse qu'il habitait, épouse Françoise de Tourzel d'Alègre, fille de Jacques, baron d'Alègre, et de Gabrielle de Foix-Rabat. Ils eurent un fils mort sans postérité et une fille :
- Jeanne de Lapanouse, qui apporta tous les biens de sa famille à Jourdain de Pouzols, fils d'Antoine seigneur de Fabrègues et d'Anne de Dienne

#### Branche de Grignac et Ambialet
Cette branche issue de celle de Viescamp commence avec le mariage de 
- Pierre de Lapanouse (1550–1608), sieur de Miremon, avec Françoise de Pailhertet, dame de Grignac à Ambialet, fille de Géraud et de Catherine de Roquefeuil[réf. nécessaire]. Ils eurent trois fils[réf. nécessaire] :
  - Claude de Lapanouse
  - François de Lapanouse, seigneur de Grignac
  - Autre François de Lapanouse, aïeul de Jean-Baptiste Bien-Aimé de Lapanouse, maire d'Ambialet en 1828

(…)
Cette branche se termine avec :
- François Hippolyte de Lapanouse (1762 – Ambialet 1832), fils de Jean-François et de Louise de Corneillan (1732-1814), marié en 1789 avec Rose Delpuech de Labastide, demoiselle de Saint-Cyr, fille de Charles-Joseph et de Gracieuse Perret. Ils eurent quatorze enfants, dont neuf fils sans descendance masculine.

## Principales personnalités
Ces personnalités semblent appartenir à la branche de Fabrègues qui s'est fixée en Lozère.
- Guy de La Panouse, évêque de Mende de 1443 à 1468 puis archevêque de Damas
- Antoine de La Panouse, évêque de Mende de 1468 à 1473

### Branche de Loupiac
- Frédéric de Lapanouse (1912), directeur de Radio Monte-Carlo. (issu du rameau d'Ambialet)

### Branche du Colombier
- Alexandre-César de La Panouse du Colombier (1764-1836), capitaine de vaisseau dans l'escadre de l'amiral de Grasse, commandant de la flotte de Malte, pair de France
- Pierre Armand Léopold de Guirard de Montarnal, navigateur, membre de l'expédition de Lapérouse, mort le 13 juillet 1786 dans la Baie des Français (Alaska). Il est descendant de Gabrielle de La Panouse, épouse de Pierre d'Ortiguier seigneur du Soulié et fille de Pierre III et Isabelle de Lentilhac.
- Antoine de La Panouse (1914-2006), créateur du parc animalier du château de Thoiry dans le département des Yvelines
- Paul de La Panouse (1944), fils du précédent

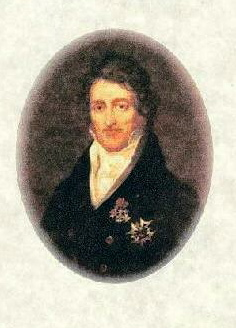
Alexandre César de La Panouse

## Armes, blasons, devises
- de Lapanouse : D'argent, à six cotices de gueules.[2]